# McLintock!
McLintock! és una pel·lícula estatunidenca dirigida per Andrew V. McLaglen i estrenada l'any 1963.	

## Argument
El senyor McLintock, un gran terratinent de caràcter rondinaire però generós, rep la visita de la seva esposa, una dona de fort temperament, que va anar a viure a Nova York, perquè no podia suportar l'estil de vida del seu marit.

## Crítica
Tot el film és, bàsicament, una llarga i divertida baralla entre tots els dos protagonistes, culminada amb el moment en què ell aprofita per estomacar-la públicament (una cosa que avui no seria considerat, en absolut, com un final políticament correcte). L'encarregat de dirigir aquesta comèdia va ser Andrew V. McLaglen, un especialista del gènere de l'Oest. Corre la llegenda que el mític John Ford va visitar el rodatge de la proposta i fins la va dirigir durant una setmana. Tot i que aquesta notícia va sortir d'una de les seves protagonistes, Stefanie Powers, McLaglen sempre ho va negar en rotund.
Com a curiositat, els actes promocionals de la cinta van ser posposats una setmana, perquè van coincidir amb l'assassinat del president dels Estats Units, John F. Kennedy.

## Repartiment
- John Wayne: George Washington 'G.W.' McLintock
- Maureen O'Hara: Katherine Gilhooley McLintock
- Yvonne De Carlo: Senyora Louise Warren
- Patrick Wayne: Devlin Warren
- Stefanie Powers: Rebecca 'Becky' McLintock
- Jack Kruschen: Jake Birnbaum
- Chill Wills: Drago
- Jerry Van Dyke: Matt Douglas Jr.
- Edgar Buchanan: Bunny Dull
- Bruce Cabot: Ben Sage Sr.
- Perry Lopez: Davey Elk
- Strother Martin: Agard
- Gordon Jones: Matt Douglas Sr.
- Robert Lowery: Gouvernador Cuthbert H. Humphrey
- Hank Worden: Curly Fletcher
- Michael Pate: Cap Puma
- Chuck Roberson: Xèrif Jeff Lord
- Edward Faulkner: Ben Sage Jr.
- Leo Gordon: Jones
- Mari Blanchard: Camille
- Bob Steele: Conductor del tren